# Campeonato de Reservas de Bolivia
El Campeonato de Reservas del fútbol boliviano, denominado oficialmente Campeonato Reservas, fue un torneo paralelo a la liga boliviana en el que los 16 planteles de la liga obligatoriamente contaban con un equipo de reserva. Este torneo se caracterizaba por la inclusión de jugadores juveniles y jugadores profesionales que no eran tomados en cuenta en los equipos titulares.

## Historial
| Año     | Campeón           | Subcampeón      |
| ------- | ----------------- | --------------- |
| 2010    | Bolívar           | Guabirá         |
| 2011    | Bolívar           | Aurora          |
| 2012-15 | No se jugó        | No se jugó      |
| 2016    | Oriente Petrolero | Blooming        |
| 2017-I  | Oriente Petrolero | The Strongest   |
| 2017-II | The Strongest     | Nacional Potosí |
| 2018-I  | Bolívar           | Sport Boys      |
| 2018-II | No se jugó        | No se jugó      |
| 2019    | Cancelado         | Cancelado       |
| 2020    | No se jugó        | No se jugó      |
| 2021    | Always Ready      | Blooming        |
| 2022    | Cancelado         | Cancelado       |
| 2023-24 | No se jugó        | No se jugó      |

## Palmarés

### Títulos por equipo
| Club              | Campeonatos                | Subcampeonatos    |
| ----------------- | -------------------------- | ----------------- |
| Bolívar           | 3 (2010, 2011, 2018)       | -                 |
| Oriente Petrolero | 2 (2016-17, Apertura 2017) | -                 |
| The Strongest     | 1 (Clausura 2017)          | 1 (Apertura 2017) |
| Always Ready      | 1 (2021)                   | -                 |
| Guabirá           | -                          | 1 (2010)          |
| Aurora            | -                          | 1 (2011)          |
| Nacional Potosí   | -                          | 1 (Clausura 2017) |
| Sport Boys Warnes | -                          | 1 (2018)          |
| Blooming          | -                          | 1 (2021)          |